# Stefano Garzelli
Stefano Garzelli (født 16. juli 1973) er en italiensk landevejscykelrytter som for tiden cykler for Acqua & Sapone. Højdepunket i hans karriere kom i 2000 da han vandt Giro d'Italia i tæt konkurrence med Gilberto Simoni og Fransesco Casagrande.
Da han kørte for Mercatono Uno var han udset til at erstatte Marco Pantani når han engang valgte at gå på pension.